# Tur (animal)
Tur es un género de ácaros perteneciente a la familia  Laelapidae.

## Especies
- Tur amazonicus
- Tur apicalis
- Tur aymara
- Tur lativentralis
- Tur megistoproctus Gettinger & Bergallo, 2003
- Tur turki Fonseca
- Tur uniscutatus